# Carrying Place

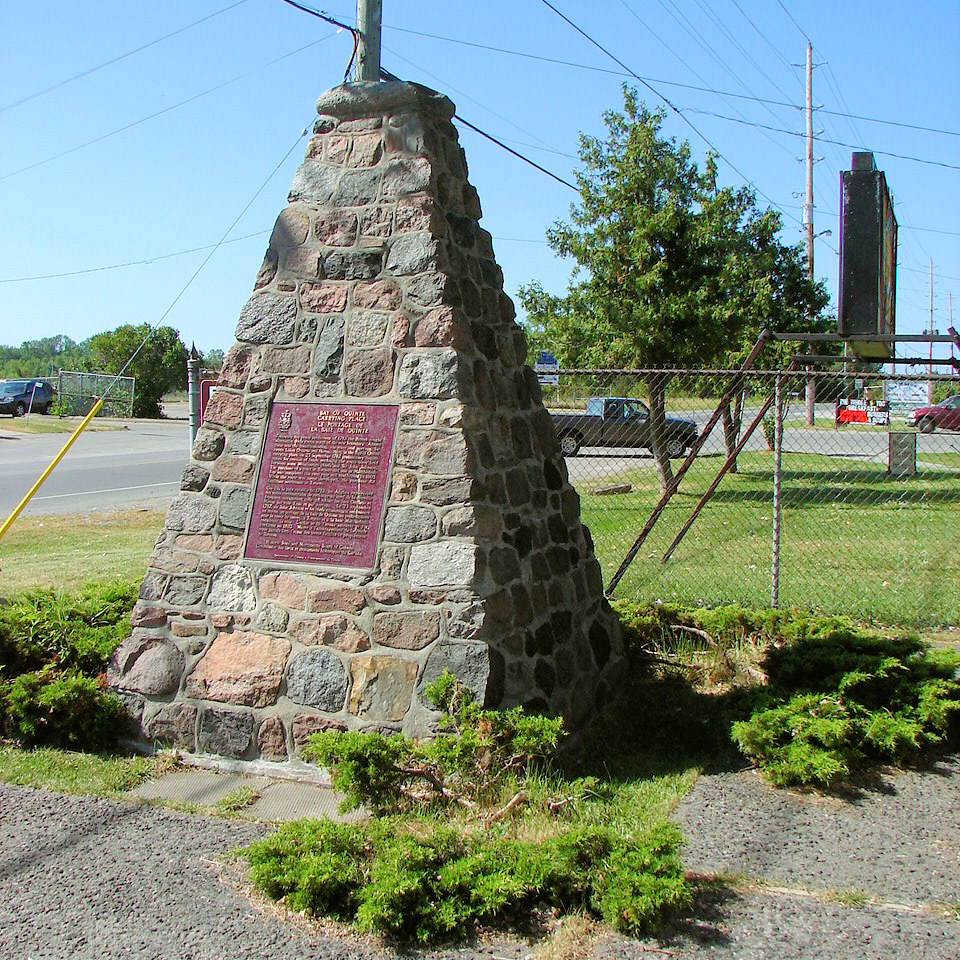
Monument à Carrying Place

Carrying Place ( Portage-de-la-Baie-de-Quinte) est une communauté située dans le Comté du Prince-Édouard en Ontario au Canada.
Elle est située sur un isthme à l'ouest de la Baie de Quinte, au sud de Trenton. C'est à cet endroit que les chefs des Mississaugas ont négocié un traité avec sir John Johnson en 1787.
Carrying Place a été reconnu Lieu historique national du Canada en 2009.